# Marino Giovanni Zorzi
Marino Giovanni Zorzi (Venezia, giugno 1634 – Brescia, 24 ottobre 1678) è stato un vescovo cattolico italiano.

## Biografia
Nacque a Venezia da una nobile famiglia del patriziato veneto.
Era nipote del vescovo Marino Zorzi. Fu vice delegato a Bologna e nel 1664 nominato vescovo di Brescia. San Gregorio Barbarigo lo definì "uno dei più degni pastori della Chiesa".
Morì il 24 ottobre 1678 e fu sepolto nel duomo nuovo di Brescia.

## Stemma
- D'argento alla fascia di rosso[1]